# Abdulxashim Mutalov
Abdulxashim Mutalovich Mutalov (14 de fevereiro de 1947, Ohangaron) é um político uzbeque atuou como primeiro-ministro do Uzbequistão de 1992 a 1995.

## Biografia
Padeiro treinando, ele administrou uma grande padaria na região de Ohangaron, de 1979 a 1986. Ele iniciou sua carreira política em 1986, quando foi nomeado Ministro da Indústria de Panificação. Em 1991, tornou-se vice-primeiro-ministro do Uzbequistão e, em 13 de janeiro de 1992, após o colapso da União Soviética, tornou-se primeiro ministro da República do Uzbequistão. Permaneceu no cargo até 1995, sendo substituído por O‘tkir Sultonov.